# Pat O'Connor
|  | Aquest article tracta sobre el pilot estatunidenc; per al director de cinema irlandès, vegeu l'article Pat O'Connor (director) |

 Pat O'Connor fou un pilot estatunidenc de curses automobilístiques nascut el 9 d'octubre del 1928 a North Vernon, Indiana.
O'Connor va córrer a la Champ Car a les temporades 1954-1958 incloent-hi la cursa de les 500 milles d'Indianapolis d'aquests anys.
Pat O'Connor va morir el 30 de maig del 1958 a la cursa de les 500 milles d'Indianapolis.

## Resultats a la Indy 500
| Any    | Cotxe  | Sortida | Vel. mitja | Ranking | Final  | Voltes | V. líder | Retirat         |
| ------ | ------ | ------- | ---------- | ------- | ------ | ------ | -------- | --------------- |
| 1954   | 35     | 12      | 138.084    | 24      | 21     | 181    | 0        | Virolla         |
| 1955   | 29     | 19      | 139.195    | 21      | 8      | 200    | 0        | Va acabar       |
| 1956   | 7      | 3       | 144.980    | 4       | 18     | 187    | 39       | A 13 voltes     |
| 1957   | 12     | 1       | 143.948    | 2       | 8      | 200    | 7        | Va acabar       |
| 1958   | 4      | 5       | 144.823    | 5       | 29     | 0      | 0        | Accident mortal |
| Totals | Totals | Totals  | Totals     | Totals  | Totals | 768    | 46       |                 |

| Curses       | 5  |
| Poles        | 1  |
| Voltes líder | 46 |
| Victòries    | 0  |
| Top 5        | 0  |
| Top 10       | 2  |
| Retirades    | 2  |

## A la F1
El Gran Premi d'Indianapolis 500 va formar part del calendari del campionat del món de la Fórmula 1 entre les temporades 1950 a la 1960.
Els pilots que competien a la Indy durant aquests anys també eren comptabilitats pel campionat de la F1.
Pat O'Connor va participar en 5 curses de F1, debutant al Gran Premi d'Indianapolis 500 del 1954.

### Palmarès a la F1
- Participacions: 5
- Poles: 1
- Voltes Ràpides: 0
- Victòries: 0
- Pòdiums: 0
- Punts vàlids per la F1: 0